# Mochokidae
Mochokidae Jordan, 1923 è una famiglia di pesci d'acqua dolce appartenenti all'ordine Siluriformes che comprende 209 specie.

## Distribuzione e habitat
Questi pesci sono diffusi in tutti i laghi e nei corsi d'acqua del continente africano, ad eccezione del Maghreb, del deserto del Sahara (corso del Nilo escluso) e del Madagascar.

## Descrizione

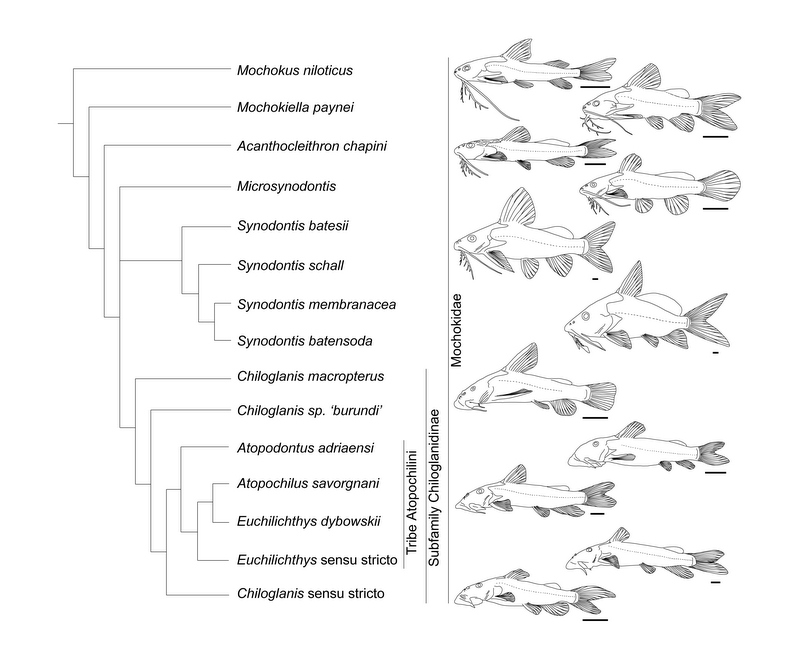
Filogenia di generi e specie

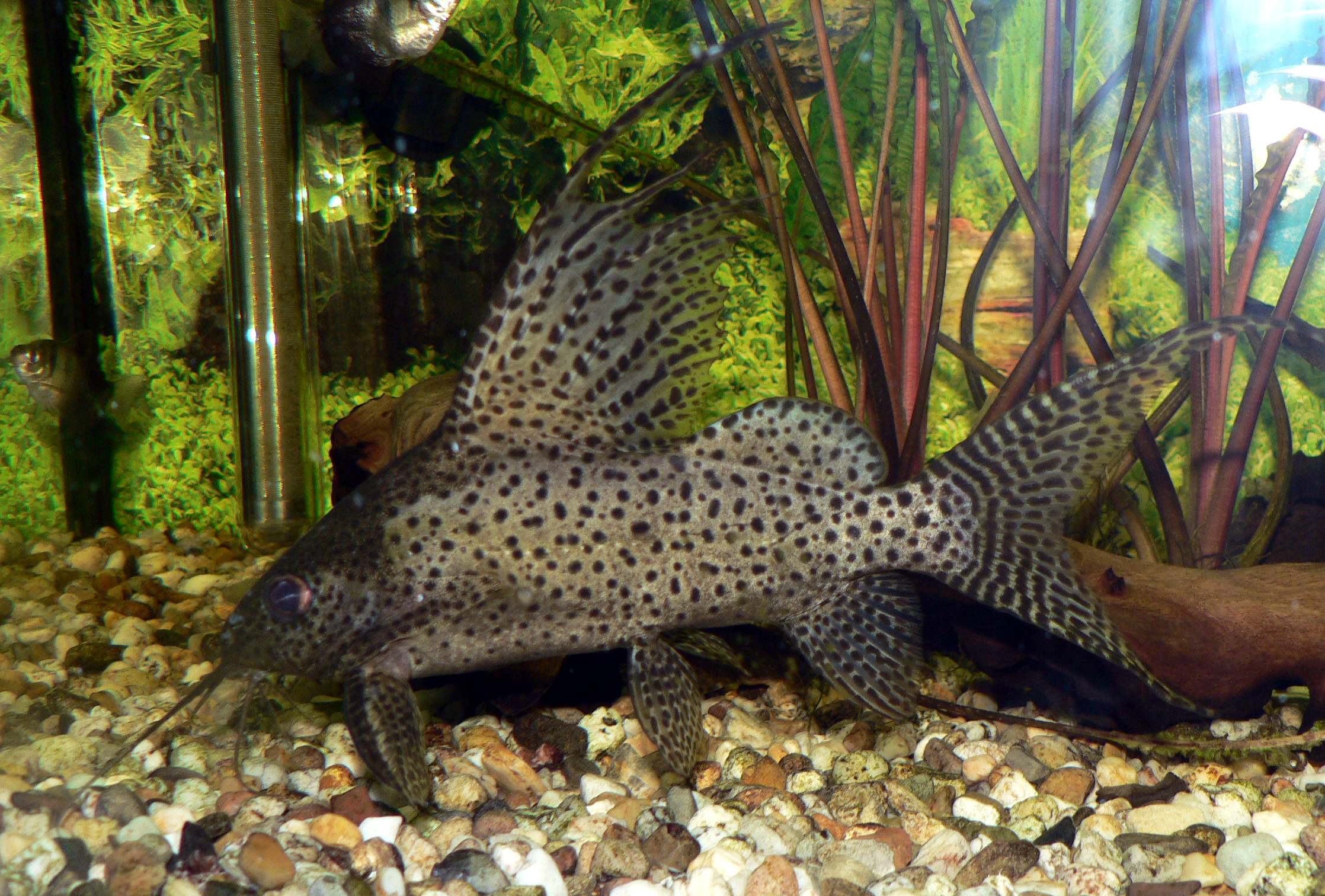
Synodontis eupterus

Le caratteristiche fisiche di questi pesci sono simili agli altri Siluriformi, tuttavia le specie dello stesso genere presentano caratteristiche estremamente simili.

Le dimensioni variano dai 2,5 cm di Chiloglanis voltae agli 80 cm di Synodontis xiphias.

## Tassonomia
Alla famiglia appartengono i seguenti generi:
- Acanthocleithron Nichols et Griscom, 1917 (1 specie)
- Atopochilus Sauvage, 1879 (7 specie)
- Atopodontus Friel & Vigliotta, 2008 (1 specie)
- Chiloglanis Peters, 1868 (49 specie)
- Euchilichthys Boulenger, 1900 (5 specie)
- Microsynodontis Boulenger, 1903 (12 specie)
- Mochokiella Howes, 1980 (1 specie)
- Mochokus Joannis, 1835 (2 specie)
- Synodontis Cuvier, 1816 (131 specie)

## Acquariofilia
Alcune specie, soprattutto del genere Synodontis sono allevate e commercializzate per l'acquariofilia.